# Теория на стационарната Вселена
Теория на стационарната Вселена в космологията е алтернатива на теорията на Големия взрив относно еволюцията на Вселената. В модела на стационарната Вселена, плътността на материята в разширяващата се Вселена остава непроменена, поради постоянно създаване на нова материя, така придържайки се към идеалния космологичен принцип, според който видимата Вселена е една и съща навсякъде и по всяко време.
Докато теорията на стационарната Вселена да се радва на известна популярност в средата на 20 век (макар по-малка от тази на Големия взрив), днес тя се отхвърля от мнозинството космолози, астрофизици и астрономи, тъй като доказателствата от наблюденията сочат към Голям взрив с ограничена възраст на Вселената, която не се предвижда от стационарния модел.

## История
През 13 век Сигер Брабантски създава тезата Вечността на света, която твърди, че няма първи човек или първи вид – физическата вселена е без начало и е вечна. Възгледите на Сигер са осъдени от папата през 1277 г.
Космологичното разширение първоначално е открито чрез наблюденията на Едуин Хъбъл. Теоретичните изчисления също показват, че статичната вселена, моделирана от Айнщайн през 1917 г., е нестабилна и е в разрез с Общата теория на относителността. Съвременната теория на Големия взрив включва крайна възраст на вселената, която е еволюирала в течение на времето чрез охлаждане, разширяване и образуване на структури чрез гравитационен колапс.
Моделът на стационарната Вселена твърди, че макар Вселената да се разширява, тя не променя вида си в течение на времето (идеален космологичен принцип). Вселената няма начало и няма край. Това изисква постоянно да се създава нова материя, за да не намалява плътността на космоса. Влиятелни трудове относно стационарната космология се публикуват от Херман Бонди, Томас Голд и Фред Хойл през 1948 г.
Днес се знае, че Алберт Айнщайн е взел предвид стационарен модел за разширяващата се Вселена, което е видно от негови писания от 1931 г. Въпреки това, той бързо изоставя тази идея.

## Наблюдения и опити
Проблемите с теорията на стационарната Вселена започват да се появяват през 1950-те и 1960-те години, когато наблюденията започват да поддържат идеята, че Вселената всъщност се променя – ярки радиоизточници (квазари и радио галактики) са намирани само на големи разстояния (следователно е възможно да са съществувало само в далечното минало), но не и в по-близки галактики. Докато теорията на Големия взрив предсказва същото, стационарният модел предсказва, че такива обекти ще се срещат из цялата Вселена, включително и в нашата галактика. Към 1961 г. статистическите тестове на проучванията на радиоизточници изключват стационарния модел за повечето космолози, макар някои поддръжници на теорията да твърдят, че радио данните са съмнителни.

## Реликтово излъчване
За повечето космолози окончателното опровержение на модела на стационарната Вселена идва с откритието на реликтовото излъчване през 1964 г., което е предсказано от теорията на Големия взрив. Теорията на стационарната Вселена обяснява това лъчение като резултат от светлина, излъчена от древни звезди, която е била разсеяна от галактичен прах. Обаче, нивото на реликтовото излъчване е много равномерно във всички посоки, което прави трудно да се обясни как би могло да бъде генерирано от многобройни точкови източници. Реликтовото излъчване не показва и характеристики като поляризация, които обикновено се свързват с разсейването. Освен това, спектърът му е толкова близък до такъв на абсолютно черно тяло, че трудно би могъл да бъде образуван от наслагването на множество струпвания от прах при различни температури и различни червени отмествания. През 1972 г. Стивън Уайнбърг пише:
Теорията на стационарната Вселена изглежда, че не е съгласна с наблюдаваното съотношение между dL и z или с броя източници ... В известен смисъл, това несъгласие се дължи на модела; сред всички космологии, стационарният модел прави такива крайни предсказания, че той може да бъде опроверган дори и с ограничени доказателства от наблюдение. Стационарният модел е толкова привлекателен, че много от последователите му все още имат надежда, че доказателствата срещу него накрая ще изчезнат, докато наблюденията се подобряват. Обаче, ако реликтовото излъчване ... наистина е излъчване от абсолютно черно тяло, би било трудно да се съмняваме, че Вселената се е развила от по-гореща и по-гъста ранна фаза.
След това откритие, теорията на Големия взрив започва да се разглежда за намиране на най-добро обяснение на произхода на Вселената. В повечето астрофизични публикации, Големият взрив безусловно се приема за основа на по-пълните теории.

## Квази-стационарна Вселена
Теорията на квази-стационарната Вселена е предложена от 1993 г. от Фред Бойл, Джефри Бербидж и Джаянт Нарликар като ново превъплъщение на стационарните идеи. Тя има за цел да обясни допълнителните характеристики, които не са вземани предвид в първоначалното предложение. Моделът предполага, че джобове за създаване възникват от време на време във Вселената, които понякога се наричат „мини взривове“. След наблюдаването на ускорението на разширението на Вселената, са направени допълнителни модификации по модела.